# Баулин, Дмитрий Анатольевич
Дмитрий Анатольевич Баулин (род. 1975, Павлодар, СССР) — российский музыкант, композитор, поэт, аранжировщик группы «Белая Гвардия».

## Биография
Родился и вырос в музыкальной семье. Мать — пианистка, отец — баянист, дирижер, солист эстрадного ансамбля.
«С каких-нибудь лет пяти я уже твердо знаю, что музыка — такая же неотъемлемая часть моего существа, как руки и лицо, дыхание и речь. Музыка — это то, чем я буду заниматься всегда и везде».
Играет на гитаре, бас-гитаре, фортепиано, барабанах, перкуссии, блок-флейте.
В 90-е годы работал звукорежиссером в детской эстрадно-цирковой студии «Серпантин», где делал свои первые аранжировки. Дети с этими песнями дважды принимали участие и завоевывали призовые места в детской телепрограмме «Утренняя звезда».
С 1999 года и по настоящее время является гитаристом и аранжировщиком в группе «Белая Гвардия». Вместе с Зоей Ященко (солистка группы) записал более сотни песен и выпустил 10 альбомов, в каждом из которых отвечал за аранжировку, запись, сведение и мастеринг. Исполняет также собственные песни на собственные стихи. В 2009 году выпустил сольный альбом "Один шаг". Создатель собственной студии звукозаписи «FebRecords».

## Личная жизнь
Дмитрий Баулин живёт и работает в Москве. 
- Женат на Зое Ященко. 
  - Дочь: Соня.